# Rozsdabarna bozótposzáta
A rozsdabarna bozótposzáta (Locustella mandelli) a verébalakúak (Passeriformes) rendjébe, ezen belül a tücsökmadárfélék (Locustellidae) családjába tartozó faj.
Magyar neve, forrással nincs megerősítve.

## Rendszerezése
A fajt William Edwin Brooks ír ornitológus írta le 1875-ben, a Dumeticola nembe Dumeticola mandelli néven. Sorolták a Bradypterus nembe  Bradypterus mandelli néven is. Tudományos faji nevét Louis Mandelli olasz természettudós tiszteletére kapta. 

## Alfajai
- Locustella mandelli idonea (Riley, 1940) – délközép-Vietnám.
- Locustella mandelli mandelli (W. E. Brooks, 1875) – északkelet-India, Bhután, észak-Thaiföld nyugat- és észak-Mianmar;
- Locustella mandelli melanorhyncha (Rickett, 1898) – észak-Laosz, észak-Vietnám, dél- és délkelet-Kína;[2]

## Előfordulása
Dél-Ázsiában, Bhután, Kína, India, Laosz, Mianmar, Thaiföld és Vietnám területein honos. A természetes élőhelye mérsékelt övi erdők és cserjések, valamint ültetvények. Magassági vonuló.

## Megjelenése
Testhossza 13-14 centiméter, testtömege 10 gramm.

## Életmódja
Többnyire rovarokkal táplálkozik.